# Río Bahau
El río Bahau es un río de la provincia de Borneo Septentrional (Indonesia), a unos 1.400 km al noreste de la capital, Yakarta.
Se considera un afluente del río Kayan.

## Geografía
El río fluye en la zona noreste de Kalimantan, con un clima predominantemente tropical de selva tropical (designado como Af en la clasificación climática de Köppen-Geiger). La temperatura media anual en la zona es de 20 °C. El mes más cálido es octubre, cuando la temperatura media ronda los 22 °C, y el más frío es julio, con 19 °C. La precipitación media anual es de 3.957 mm. El mes más lluvioso es septiembre, con una media de 446 mm de precipitaciones, y el más seco es abril, con 269 mm.
| Climograma de río Bahau | Climograma de río Bahau | Climograma de río Bahau | Climograma de río Bahau | Climograma de río Bahau | Climograma de río Bahau | Climograma de río Bahau | Climograma de río Bahau | Climograma de río Bahau | Climograma de río Bahau | Climograma de río Bahau | Climograma de río Bahau |
| --- | ----------------------- | ----------------------- | ----------------------- | ----------------------- | ----------------------- | ----------------------- | ----------------------- | ----------------------- | ----------------------- | ----------------------- | ----------------------- |
| E | F                       | M                       | A                       | M                       | J                       | J                       | A                       | S                       | O                       | N                       | D                       |
| 329 21 18 | 324 22 20               | 302 21 18               | 269 23 19               | 345 22 20               | 321 20 19               | 316 21 17               | 274 22 19               | 446 22 18               | 323 23 21               | 352 21 19               | 355 21 19               |
| temperaturas en °C • totales de precipitación en mm fuente: |                         |                         |                         |                         |                         |                         |                         |                         |                         |                         |                         |
| Conversión sistema imperial\| E \| F \| M \| A \| M \| J \| J \| A \| S \| O \| N \| D \| \| 13 70 64 \| 13 72 68 \| 12 70 64 \| 11 73 66 \| 14 72 68 \| 13 68 66 \| 12 70 63 \| 11 72 66 \| 18 72 64 \| 13 73 70 \| 14 70 66 \| 14 70 66 \| \| temperaturas en °F • totales de precipitación en pulgadas \| \| \| \| \| \| \| \| \| \| \| \| |                         |                         |                         |                         |                         |                         |                         |                         |                         |                         |                         |
| E | F                       | M                       | A                       | M                       | J                       | J                       | A                       | S                       | O                       | N                       | D                       |
| 13 70 64 | 13 72 68                | 12 70 64                | 11 73 66                | 14 72 68                | 13 68 66                | 12 70 63                | 11 72 66                | 18 72 64                | 13 73 70                | 14 70 66                | 14 70 66                |
| temperaturas en °F • totales de precipitación en pulgadas |                         |                         |                         |                         |                         |                         |                         |                         |                         |                         |                         |